# Zonitis nigromaculata
Zonitis nigromaculata là một loài bọ cánh cứng trong họ Meloidae. Loài này được Dugès miêu tả khoa học năm 1889.